# Spaniens rigsvåben
Spaniens rigsvåben er Spaniens vigtigste symbol sammen med flaget, hvis ikke mere. Det repræsenterer for det første de fem kongeriger der dannede og stadig danner Kongeriget Spanien. For det andet symboliserer det Spaniens historie og repræsenterer det, ved hjælp af kongekronerne på søjlerne, for siden Spaniens dannelse har rigsvåbenet altid været dets supreme symbol, og det er det stadig. Søjlerne repræsenterer Spaniens geografiske situation. Kronen, på toppen af skjoldet, symboliserer Spaniens monarki og at det er et kongerige. Derfor, er rigsvåbenet med i det spanske statsflag, mens det nationale uden rigsvåben også er tilladt.

## Dele
| Våben/Symbol | Betydning |
| ------------ | --- |
|              | Den spanske kongekrone symboliserer det spanske monarki, hvis overhoved, kongen, er statschef. Kronen er også sat ovenpå den højre Herkulessøjle, hvilket symboliserer Spanien i vore dage og i fremtiden, et moderne monarki. |
|              | Herkules søjlerne symboliserer Spaniens styrke og Spaniens styre over Gibraltarstrædet. Disse søjler blev for første gang introduceret i det spanske våbenskjold ved Karl I af Spanien's styre sammen med det røde bander med de gyldne ord PLVS VLTRA. "Plus Ultra" betyder "Længere Væk" på latinsk, som har tre betydninger. Først at, Spanien brugte dette motto for første gang ved Opdagelsen af Amerika og senere ved Det Spanske imperium, og kan opfattes som at de spanske territorier vil altid komme længere væk, de er uendelige. Den anden betydning kan forklares i tiden, Spanien varer evigt, "længere væk i tiden". Herkules søjlerne repræsenterer også de to bjerge som "vogter" indgangen til Middelhavet, på hver sin side af strædet. Den ene er Kalpe (Gibraltarklippen) og den anden er Hacho (i Ceuta). De minder også om Spaniens erobring af mange byer i nordafrika mod muslimske lande. De symboliserer også Spaniens modighed, eftersom romerne gav Kalpe og Hacho disse navne fordi de var verdens ende. Da Spanien opdagede Amerika tabte myten sin symbolske magt og derfor blev banden sat, og dermed giver mening til søjlernes tredje forklaring, "Spanien nåede længere væk". |
|              | Kejserkronen, som er placeret ovenpå den venstre Herkulessøjle, repræsenterer Spaniens tid som kejserdømme. Kun Karl I af Spanien og V af Tyskland har haft kejsertitlen af alle de spanske konger. Alligevel var Spanien et "imperium" på grund af dets vigtighed, ikke for regentens titel. Kejserkronen er på venstre side, hvilket symboliserer Spaniens storhed i fortiden. |
|              | Kastiliens våben som repræsenterer Kongeriget Kastilien. |
|              | Leóns våben som repræsenterer Kongeriget León. |
|              | Aragoniens våben som repræsenterer Kongeriget Aragonien. |
|              | Navarras våben som repræsenterer Kongeriget Navarra. |
|              | Granadas våben som repræsenterer Kongeriget Granada. |
|              | Slægten Bourbons våben. Bourbonfamilien er kongefamilien i Spanien. Dette våben er placeret i midten af skjoldet, hvor det repræsenterer dem. |

## Historiske Våbenskjold
Dette skjold blev brugt under Isabella I af Kastilien og Fernando II af Aragonien, Spaniens første konger, så skjoldet beregnes for at være Spaniens første rigsvåben. Skjoldet blev indført i 1475 og har de følgende dele:
- Ørnen bag ved skjoldet er Apostlen Sankt Johannes ørn, en af de fire evangelister, som symboliserer Spaniens magt og kræft takket være Kristendommen. 
- Kronen repræsenterer monarkiet.
- Kastilien og Leóns våben er repræsenteret øverst til venstre og nederst til højre.
- Aragoniens våben er repræsenteret øverst til højre og nederst til venstre sammen med Kongeriget Begge Siciliers flag, som har to hvide trekanter med hver sin ørn og med Aragoniens flag i baggrunden. Fernando krævede kronen af denne stat (hvilken han til sidst fik efter en invasion), derfor er flaget med som en del af Aragoniens.
- Granadas våben er repræsenteret nederst på skjoldet. Det blev tilsat i 1492, da Granada blev Generobret.
- Pilene og ågen som er bundet sammen med den Gordisk knude repræsenterer Isabella (pilene) og Fernando (ågen). Ågen blev først brugt af Fernando med den Gordisk knude i en sammenligning med Alexander den Stores måde at binde den op på, ved at ødelægge den. Ligeså ville Aragonien ødelægge en hvilken som helst form for undertrykkelse, en hvilken som helst åg. Pilene står for krig.
Dette våbenskjold blev brugt under Karl I's herredømme, fra 1516 til 1556, og viser de vigtigste våbenskjold han havde under sit herredømme, undtagen Kongeriget Jerusalem, som var repræsentativt. Det består af (skjoldet er delt op i fire firkanter, de to nederste er kopier af de to øverste):
- Den øverste firkant til venstre (kongerigernes firkant) har Kastilien og Leóns våben øverst til venstre, Aragoniens til højre for den sammen med Navarras nedenunder. Sammen med dem, i stedet for Begge Siciliers våben som vist skråt ned til venstre i samme firkant, vises Kongeriget Jerusalem og Kongeriget Ungarns våben.
- Den øverste firkant til højre har Ærkehertugskabet Østrigs våben øverst til venstre, Hertugskabet Burgunds våben øverst til højre og nederst til venstre (Nye Burgund med de Franske Liljer og Gamle Burgund) og nederst til højre Hertugskabet Brabants våben. Skjoldet i midten af firkanten er delt op i to: Grevskabet Flanderns våben til venstre og Grevskabet Tyrols våben til højre.
- Nederst på skjoldet er Granadas våben repræsenteret.
- De udvendige symboler og ikoner: Kejserkronen er øverst (kejseren er over alt dette), Sankt Andreas korset i baggrunden er Spaniens flag på dette tidspunkt (spansk kejser), Den tohovede ørn repræsenterer det Tysk-Romerske Rige (tysk-romersk kejser), Herkulessøjlerne er repræsenteret for foden af skjoldet og halskæden der omringer skjoldet er Den gyldne Vlies Orden (der symboliserer Habsburgfamilien).
Våbenskjoldet under Filip II er betydeligt mere asketisk end sin fars. Kun de nødvendige skjolde er blevet repræsenteret. Kongeriget Jerusalems våben og Kongeriget Ungarns våben er blevet frataget. Det samme er sket med Navarras våben. Alligevel er der blevet tilsat et nyt våbenskjold. Kongeriget Portugals våben er blevet sat ind efter kongerigets union med Spanien, da de nu har fået den samme konge. Det er sat ind med Kastilien og Leóns våben til venstre, Aragonien og Begge Siciliers våben til højre og Granadas våben nedenunder. 
Skjoldet er nu delt op i to. Den øverste del er kongerigernes. Den nederste er nu hertugskaberne og grevskabernes del. Man må understrege at Ærkehertugskabet Østrigs våben kun er med til minde, og som symbol på Habsburgfamiliens territorier og styre i dette ærkehertugskab. Østrig som sådan hører ikke længere med til kongen af Spaniens territorier.
Alle de udvendige symboler er blevet frataget, undtagen to: Den gyldne Vlies Orden og kongekronen. Den gyldne Vlies Orden vil være med i den spanske konges våben indtil i dag. Kejserkronen er blevet skiftet ud med den spanske kongekrone. Hvis der kunne opstå den mindste tvivlsomhed om Karl I's "spanskhed", ville der i hvert fald ikke være det med Filip II. Det Spanske Imperium under Filip II, efter hans måde at regere på, ville være udelukkende "spansk" med en "spansk" konge. Det er måske en af grundene til at Filip ikke bevarede kejserkronen på våbenskjoldet. 
Dette våbenskjold ville blive brugt af alle de kommende konger af Habsburgfamilien.
Dette skjold blev for første gang brugt da Filip V blev kronet som konge af Spanien efter Den Spanske Arvefølgekrig. 
Som man kan se i dette våben, er alle de våben der danner det blevet sat rundt om et nyt tilsat våben. Dette er Bourbonfamiliens våben, som nu er blevet det vigtigste efter våbenskjoldets nye fordeling at dømme. Granadas våben er blevet sat nederst på Kastilien og Leóns våben. Til sidst kan man bemærke et nyt ordenskors ovenover Den gyldne Vlies Orden. Det er Helligåndens Orden, den vigtigste franske adelsorden. Dette våbenskjold ville blive brugt af Filip V og Fernando VI.